# Casa Surroca
Casa Surroca és un habitatge del municipi de Cadaqués (Alt Empordà) inclòs en l'Inventari del Patrimoni Arquitectònic de Catalunya.

## Descripció
La parcel·la on està edificada aquesta casa ja estava construïda al segle xix. En el moment de projectar la construcció es va definir la voluntat de marcar una diferència amb l'anterior, emprant material propi i autòcton, com la llosa de pedra de Cadaqués, alternada amb el formigó armat.
Les façanes són molt complexes, els volums plens i buits es compenetren, fruit d'un llenguatge constructiu modern. La composició, basada sobre l'exaltació dels elements estructurals importants, posa èmfasi en les pilastres. Aquestes, en el segon nivell, es fonen amb la paret continua que fa aparèixer més pesada la planta, aquest aspecte destaca, ja que hauria de ser, per lògica, la més lleugera. Les obertures són contingudes dins dels mòduls rectangulars de l'estructura o són amagades en les parets de fons dels volums buits.
Tot l'edifici té parets i elements arquitectònics de pedra típica de Cadaqués vista. Estructura de la coberta en formigó armat.

## Història
Tipus d'arquitectura vinculada al corrent "brutalista" que deixa veure els elements estructurals a l'exterior, especialment el formigó armat. El Brutalisme és un estil arquitectònic que va néixer del Moviment Modern. La seva època de màxima expressió fou entre les dècades de 1950 i 1970. El terme té el seu origen en el mot francès béton brut u (formigó cru). El crític d'arquitectura britànic Reyner Banham el va adaptar i el va denominar com a brutalisme (brutalism).
Els edificis d'aquests estil estan formats normalment per geometries angulars que es repeteixen. No tots els edificis brutalistes estan fets de formigó, sinó que l'important és que els seus materials estructurals s'apreciïn exteriorment. Els materials de construcció poden ser: totxanes, vidre, acer, pedra, etc.